# Чудиновское сельское поселение (Челябинская область)
Чуди́новское се́льское поселе́ние — муниципальное образование в Октябрьском районе Челябинской области Российской Федерации. В рамках административно-территориального устройства муниципальное образование  соответствует административно-территориальной единице Чудиновский сельсовет.
Административный центр — село Чудиново.

## История
Статус и границы сельского поселения установлены Законом Челябинской области от 15 сентября 2004 года № 269-ЗО «О статусе и границах Октябрьского муниципального района и сельских поселений в его составе»

## Население
| 2002 | 2010 | 2011 | 2012 | 2013 | 2014 | 2015 |
| ---- | ---- | ---- | ---- | ---- | ---- | ---- |
| 771  | ↘556 | ↘555 | ↘535 | ↘530 | →530 | ↗533 |
| 2016 | 2017 | 2018 | 2019 | 2020 | 2021 |      |
| ↘531 | ↘521 | ↘509 | ↘500 | ↘480 | ↘456 |      |

## Состав сельского поселения
| № | Населённый пункт | Тип населённого пункта       | Население |
| - | ---------------- | ---------------------------- | --------- |
| 1 | Чудиново         | село, административный центр | ↘456      |